# Бузоєнь
Бузоєнь, Бузоєні (рум. Buzoeni) — село у повіті Келераш в Румунії. Адміністративно підпорядковане місту Лехліу-Гаре.
Село розташоване на відстані 56 км на схід від Бухареста, 47 км на північний захід від Келераші, 147 км на захід від Констанци, 147 км на південний захід від Галаца.

## Населення
За даними перепису населення 2002 року у селі проживали 570 осіб, з них 569 осіб (99,8%) румунів. Рідною мовою 569 осіб (99,8%) назвали румунську.